# Флаг Тонги
Государственный флаг Королевства Тонги (англ. Flag of the Kingdom of Tonga) принят 4 ноября 1875 года.

## Государственный флаг
Первоначально флаг был похож на флаг Красного креста, но, чтобы избежать путаницы, его вид был изменён так, чтобы красный крест выглядел как крыж (четверть) полотнища красного флага, что делает его похожим на коммерческий флаг (флаг торгового флота) Великобритании XVII века. В таком виде флаг используется с 1864 года, но официально был принят в 1875 году.
В Конституции Тонги установлено, что флаг не может быть изменён.

## Военно-морской флаг
В качестве флага военно-морских сил, принятого в 1985 году, используют белое полотнище которого пересекает прямой красный крест Святого Георгия с бело-красной окантовкой, с красным греческим крестом в квадратном крыже в верхней части у древка. Соотношение сторон флага: 1:2.

## Галерея

1:1,5  Исторический флаг Тонги периода с конца 50-х годов XIX века до 1866 г.
1:2  Военно-морской флаг с 15 сентября 1985
1:2  Флаг вооруженных сил.
26:37 Королевский штандарт Тонги